# Mirovice
Mirovice település Csehországban, Píseki járásban. Mirovice Nerestce, Rakovice, Horosedly, Myslín, Mišovice, Nestrašovice, Počaply, Zalužany, Drahenice, Chraštice és Svojšice településekkel határos. Lakosainak száma 1653 fő (2024. január 1.).

## Népesség
A település lakosságának változását az alábbi diagram mutatja:
| Lakosok száma | 2196 | 1980 | 2020 | 1747 | 1637 | 1566 | 1582 | 1614 | 1570 | 1653 |
|               | 1869 | 1900 | 1921 | 1961 | 1991 | 2011 | 2016 | 2019 | 2021 | 2024 |